# Rainer Franke (Architekt)

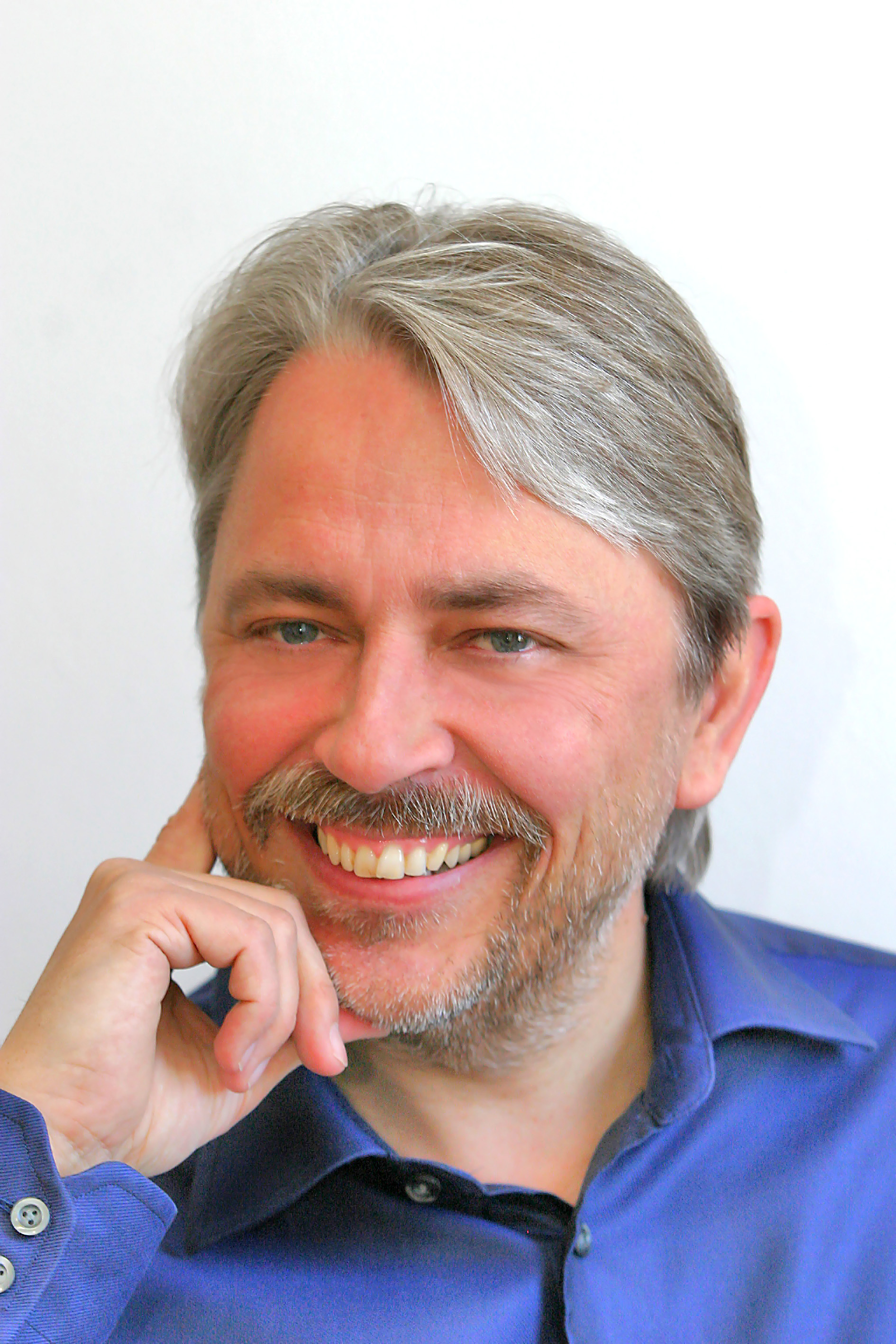
Rainer Franke

Rainer Franke (geboren 1954 in Karlsruhe) ist Architekt und war von 2007 bis 2020 Rektor der HFT Stuttgart.

## Karriere
Franke studierte bis 1981 Architektur an der Universität Karlsruhe. Zusammen mit Rainer Gebhard gründete er 1982 das Architekturbüro Franke+Gebhard. Für die Fachgebiete Baugeschichte und Baukonstruktion wurde er 1998 als Professor an die HFT Stuttgart berufen. Ab 2004 war er als Dekan der Fakultät Architektur und Gestaltung tätig. 2007 wurde er zum Rektor der Hochschule gewählt. 2013 wurde er erneut für eine weitere siebenjährige Amtszeit gewählt. Nach 13-jähriger Amtszeit ging er 2020 in den Ruhestand.

## Privates
Franke ist verheiratet und hat zwei Kinder.